# اچ‌ام‌اس رادنی (۱۸۰۹)
اچ‌ام‌اس رادنی (۱۸۰۹) (به انگلیسی: HMS Rodney (1809)) یک کشتی بود که طول آن ۱۷۶ فوت (۵۴ متر) بود. این کشتی در سال ۱۸۰۹ ساخته شد.